# Мазур, Валерий Валерьевич
Валерий Валерьевич Мазур (6 марта 1991 года, СССР) — украинский и российский футболист, полузащитник.

## Карьера
Воспитанник луганской «Зари». Выступал за её дублирующий и молодежный состав. После событий 2014 года переехал в Россию, где долгое время играл в любительских коллективах. В 2017 году в составе «Металлурга» из Аши принимал участие в розыгрыше Кубка России. В 2021 году дебютировал в профессиональной Второй лиге за миасское «Торпедо». Позднее играл в ней за «Уралец-ТС». В 2023 году Мазур дебютировал в Премьер-Лиге Кыргызстана в клубе «Мурас Юнайтед». В январе 2024 года заключил контракт с «Нефтчи» из Кочкор-Аты.

## Достижения
- Обладатель Кубка Кыргызстана: 2023.

## Семья
Отец полузащитника — Валерий Мазур-старший (род. 1960) — бывший советский и украинский футболист, тренер.